# 鸟类测量
鳥類測量是在科學研究中量化鳥類大小的方法。

## 概述
鳥類特定部位的長度和重量的測量值因物種、物種內的種群、性別以及年齡和狀況而異。為了使測量有用，鳥類測量需要被明確定義，以便所進行的測量與其他人或在其他時間點所進行的測量一致並具有可比性。鳥類測量可用於研究鳥類在生長上、地理上不同種群之間的差異、識別鳥類性別之間的差異、判定鳥類的年齡或以其他方式表徵的鳥類個體。雖然在野外定期進行某些鳥類測量以研究現存的鳥類，但其他一些鳥類測量僅適用於博物館中的標本或僅可在實驗室中測量。

## 總長度
一隻鳥的身體總長度（也就是喙到尾巴的長度）通常是在它們被剝皮保存之前從死亡的標本中測量出來的。測量方法是將鳥隻平躺，輕輕地壓平頭部和頸部，然後在喙尖和尾尖之間進行測量。